# Lisa Sheridan
Pour les articles homonymes, voir Sheridan.
Lisa Sheridan, née le 5 décembre 1973 à Macon, et morte le 25 février 2019 à La Nouvelle-Orléans est une actrice et photographe américaine. 
Elle est apparue dans plusieurs séries télévisées dont Invasion, FreakyLinks, Journeyman et Legacy.

## Biographie
Lisa Sheridan détient un diplôme en théâtre, avec mention, de la Carnegie Mellon School of Drama (en) de Pittsburgh (Pennsylvanie).
Elle parachève sa formation d'actrice en suivant des cours d'interprétation à Moscou, puis joue dans des productions sur des scènes du Fringe theatre (en) de Londres, avant de s'installer à Hollywood, où l'essentiel de sa carrière se déroule à la télévision. 
En 2000, l'acteur Ron Livingston devient son fiancé pendant un certain temps.

## Filmographie

### Cinéma

#### Court métrage
- 2003 : Pirates d'Eric McCormack

#### Long métrage
- 2000 : Beat de Gary Walkow : Sadie
- 2003 : Carolina de Marleen Gorris : Debbie
- 2008 : McCartney's Genes : Claudia Robertson
- 2014 : Heaven's Grace : Sarah
- 2014 : Elsa & Fred : Dr Sheridan.

### Télévision

#### Téléfilm
- 2010 : L'Homme aux miracles (Healing Hands) de Bradford May : Alice
- 2012 : Vengeance aveugle (Home Invasion) de Doug Campbell : Nicole
- 2014 : Au cœur de la tempête (Category 5) de Rob King : Ellie DuPuis
- 2014 : Rendez-moi mon bébé (Taken Away) : Sarah Martin

#### Série télévisée
- 1997 : Notre belle famille (Step by Step) (saison 6, épisode 16 : Mark est sur un coup) : Bonnie
- 1997 : Any Day Now (saison 1, épisode 2 : Huh?) : Donna Bishop
- 1998 - 1999 : Legacy (18 épisodes) : Vivian Winters
- 1999 : Diagnostic : Meurtre (Diagnosis Murder) (saison 7, épisode 6 : Meurtres sur ordonnance) : Lisa
- 2000 - 2001 : FreakyLinks (13 épisodes) : Chloe Tanner
- 2003 : The Practice : Bobby Donnell et Associés (The Practice) (saison 8, épisode 8 : Alan Shore fait du zèle) : Karen Evanson
- 2003 : Las Vegas (saison 1, épisode 21 : Pour une poignée de diamants) : Christina Fuentes
- 2004 : Les Experts (CSI: Crime Scene Investigation) (saison 4, épisode 23 : Meurtre à double code) : Crystal Coombs
- 2004 : Monk (saison 3, épisode 08 : Monk passe à la télé) : Lizzie Talvo
- 2005 : FBI : Portés disparus (Without a Trace) (saison 3, épisode 23 : Fin de partie) : Beth Hobson
- 2005 - 2006 : Invasion (22 épisodes) : Larkin Groves
- 2007 : La Vie avant tout (Strong Medicine) (saison 6, épisode 3 : Coup de poker) : Max
- 2007 : Moonlight (saison 1, épisode 2 : La Morsure du passé) : Julia Stevens
- 2007 : Les 4400 (The 4400) (saison 4, épisode 5 : Une question de choix) : Shannon
- 2007 : Conspiracy (saison, épisode  : Pilot) : Samantha Cross
- 2007 : Journeyman (6 épisodes) : Dr Theresa Sanchez
- 2007 - 2008 : Les Experts : Miami (CSI: Miami) : Kathleen Newberry
  - (saison 6, épisode 1 : Gènes opposés)
  - (saison 6, épisode 13 : Passé recomposé)
  - (saison 6, épisode 15 : Embuscades)
- 2008 : Shark (saison 2, épisode 15 : Sans limite) : Marcy Danner
- 2008 : Saving Grace (saison 2, épisode 4 : Les Explorers) : Michelle
- 2009 : NCIS : Enquêtes spéciales (NCIS) (saison 7, épisode 9 : Jeu d'enfant) : Krista Dalton
- 2009 : Mentalist (The Mentalist) (saison 1, épisode 21 : La confiance règne) : Dr Brooke Harper
- 2011 : Les Experts : Manhattan (CSI: NY) (saison 7, épisode 22 : Dernier dossier) : Natalie Dalton
- 2011 : Private Practice (saison 4, épisode 22 : Quelque chose doit changer) : Marissa's Mother
- 2013 : Perception (saison 2, épisode 4 : Menace toxique) : Rebecca Abbott
- 2013 : Scandal (saison 2, épisode 15 : Filatures) : Marion Caldwell
- 2014 : Halt and Catch Fire : Rebecca Taylor
  - (saison 1, épisode 1 : I/O)
  - (saison 1, épisode 2 : FUD)